# Petrichus meridionalis
Petrichus meridionalis är en spindelart som först beskrevs av Eugen von Keyserling 1891.  Petrichus meridionalis ingår i släktet Petrichus och familjen snabblöparspindlar. Inga underarter finns listade i Catalogue of Life.